# ФК Шефилд Уензди
ФК „Шефилд Уензди“ (на английски: Sheffield Wednesday Football Club) е професионален футболен клуб от град Шефилд, Англия. Състезава се в Чемпиъншип, второто ново на английската футболна пирамида. Създаден е през 1867 година като секция на Крикет клуб „Уензди“ (основан през 1820 година). До 1929 година носи името ФК „Уензди“.
„Уензди“ е един от най-старите футболни клубове в света и третият най-стар професионален футболен клуб в Англия. През 1868 година печели купа „Кромуел“. Отборът е един от съоснователите на Футболния алианс през 1889 година, а три години по-късно се присъединява към Футболната лига. През 1992 година е съосновател на Висшата лига. Отборът играе в по-голяма част от историята си на най-високото ниво в английския клубен футбол. В 2000 година изпада от Висшата лига.
„Кукумявкате“, псевдоним, с който е известен отбора, имат спечелени четири шампионски титли, две купи на ФА, една Купа на лигата и една „Къмюнити Шийлд“. Участват четири пъти в международните турнири организирани от УЕФА, като през 1963 година достигат четвъртфинал за Купата на панаирните градове. През 1991 година побеждават Манчестър Юнайтед с 1:0 във финала за Купата на лигата, въпреки че по това време се състезават в по-долна дивизия.
През XIX век отборът играе домакинските си мачове на няколко стадиона в централната част на града, основно на Олив Гроув и Брамъл Лейн. От 1899 година играе на стадион „Хилзбъро“, с капацитет около 40 хиляди зрители, разположен в северозападното предградие Оулъртън.

## Успехи

### Първенство
- Първа дивизия/Висша лига (4 пъти)
  - Шампион – 1903, 1904, 1929, 1930
  - Второ място – 1961
- Втора дивизия/Чемпиъншип (5 пъти)
  - Шампион – 1900, 1926, 1952, 1956, 1959
  - Второ място – 1950, 1984
  - Промоция – 1991 (победител в плейоф)
- Трета дивизия/Първа лига:
  - Второ място – 2012
  - Промоция – 1980, 2005 (победител в плейоф)
- Футболен алианс (1 път)
  - Победител – 1890

### Купи
- ФА Къп (3 пъти)
  - Победител – 1896, 1907, 1935
  - Финалист – 1890, 1966, 1993
- Купа на Футболната лига (1 път)
  - Победител – 1991
  - Финалист – 1993
- Къмюнити Шийлд (1 път)
  - Победител – 1935
  - Финалист – 1930
- Чарити Шийлд (1 път)
  - Победител – 1905

## Европейски участия
| Сезон   | Турнир                     | Кръг         | Съперник         | Домакин | Гост  | Общ резултат |
| ------- | -------------------------- | ------------ | ---------------- | ------- | ----- | ------------ |
| 1961/62 | Купа на панаирните градове | Първи кръг   | Лион             | 5 – 2   | 2 – 4 | 7 – 6        |
| 1961/62 | Купа на панаирните градове | Втори кръг   | Рома             | 4 – 0   | 0 – 1 | 4 – 1        |
| 1961/62 | Купа на панаирните градове | Четвъртфинал | Барселона        | 3 – 2   | 0 – 2 | 3 – 4        |
| 1963/64 | Купа на панаирните градове | Първи кръг   | ВВ ДОС Утрехт    | 4 – 1   | 4 – 1 | 8 – 2        |
| 1963/64 | Купа на панаирните градове | Втори кръг   | Кьолн            | 1 – 2   | 2 – 3 | 3 – 5        |
| 1992/93 | Купа на УЕФА               | Първи кръг   | Спора Люксембург | 8 – 1   | 2 – 1 | 10 – 2       |
| 1992/93 | Купа на УЕФА               | Втори кръг   | Кайзерслаутерн   | 2 – 2   | 1 – 3 | 3 – 5        |
| 1995/96 | Купа Интертото             | Group stage  | Базел            | N/A     | 0 – 1 | N/A          |
| 1995/96 | Купа Интертото             | Group stage  | Гурник Забже     | 3 – 2   | N/A   | N/A          |
| 1995/96 | Купа Интертото             | Group stage  | Карлсруе         | N/A     | 1 – 1 | N/A          |
| 1995/96 | Купа Интертото             | Group stage  | ОГФ Орхус        | 3 – 1   | N/A   | N/A          |

## Състав за сезон 2019/2020
| №  | Пост | Играч                    |
| -- | ---- | ------------------------ |
| 1  | В    | Кийрън Уестуд            |
| 2  | З    | Лиъм Палмър              |
| 3  | З    | Морган Фокс              |
| 5  | П    | Кийрън Лий               |
| 6  | Н    | Джордан Роудс            |
| 7  | П    | Кадим Харис              |
| 8  | П    | Джо Пелупеси             |
| 9  | Н    | Стивън Флетчър           |
| 10 | П    | Бари Банан               |
| 11 | Н    | Сам Уинал                |
| 12 | З    | Джордан Торнли           |
| 13 | З    | Юлиан Бьорнер            |
| 14 | П    | Джейкъб Мърфи (под наем) |

| №  | Пост | Играч                   |
| -- | ---- | ----------------------- |
| 15 | З    | Том Лийс                |
| 17 | Н    | Атде Нухиу              |
| 20 | П    | Адам Рич                |
| 21 | П    | Масимо Луонго           |
| 22 | З    | Моузес Одубаджо         |
| 23 | П    | Сам Хътчинсън           |
| 24 | З    | Аш Бейкър               |
| 25 | В    | Камерън Доусън          |
| 26 | З    | Дейвид Бейтс (под наем) |
| 27 | З    | Доминик Йорфа           |
| 28 | В    | Джо Уайлдсмит           |
| 36 | В    | Пол Джоунс              |
| 45 | Н    | Фернардо Форестиери     |

## Български футболисти
- Ияд Хамуд: 2017/18 - (0 мача - 0 гола)